# 長股國

圖出自《古今圖書集成·方輿彙編·邊裔典·第四十五卷》

明朝，胡文煥《山海經圖》

長股國，又稱作長腳國、長脛國，是《淮南子》所記海外三十六國之一，在赤水的東方，其人體長像正常人般，但其腿長為三丈，傳說長股人常背長臂人入海捕魚。後世雜技表演採高蹺即模仿長股人。
在《山海經·海外西經》、《大荒西經》中有所記載。